# Matyáš Lang z Wellenburgu
Matyáš Lang z Wellenburgu (německy Matthäus Lang von Wellenburg, 1469, Augsburg – 30. března 1540, Salcburk) byl státník Svaté říše římské, kardinál a od roku 1519 až do své smrti kníže-arcibiskup Salcburského knížecího arcibiskupství.

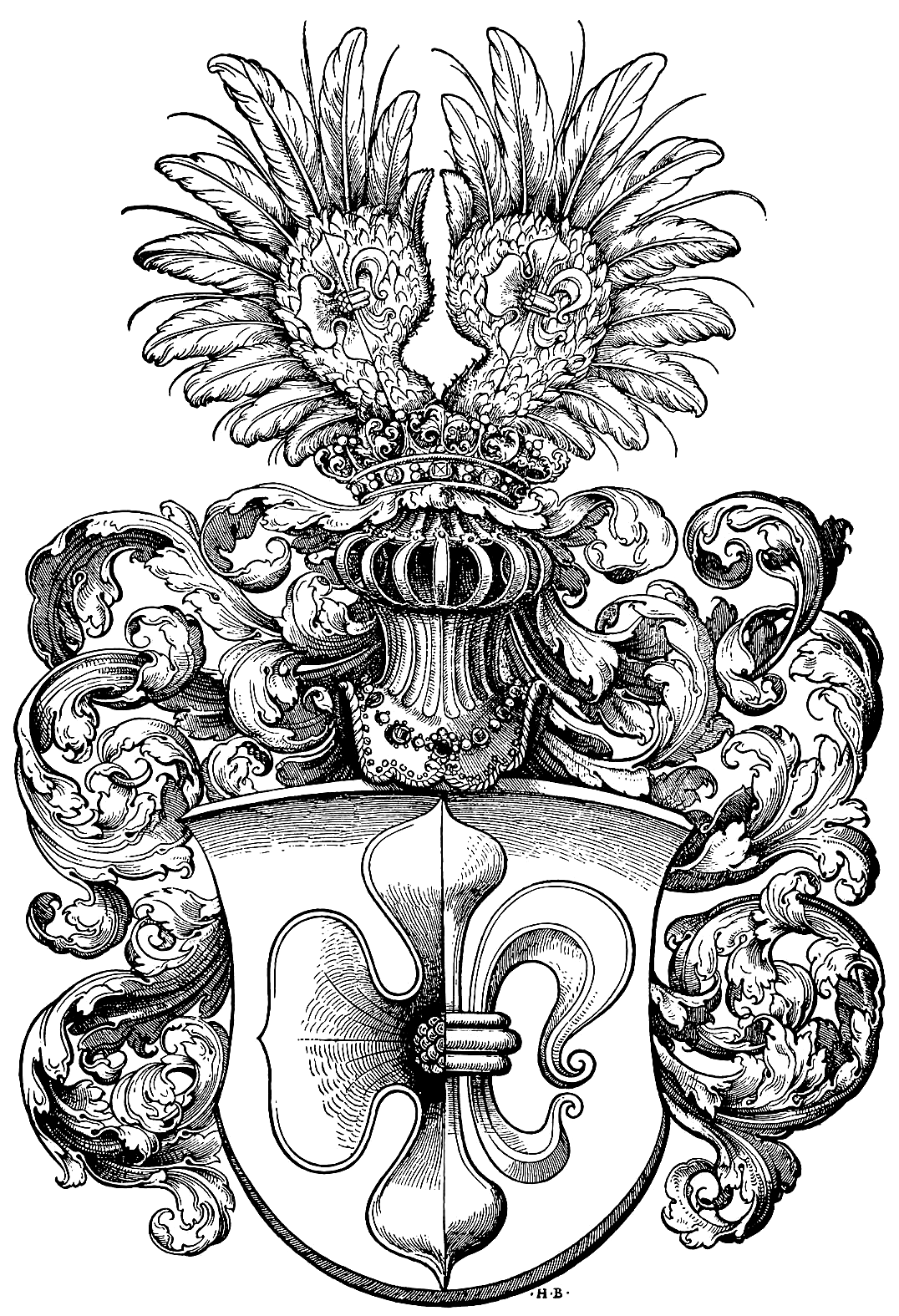
Erb Matyáše Langa z Wellenburgu

## Život
Matyáš Lang byl synem měšťana z Augsburgu. Později získal šlechtický přídomek z Wellenburgu, podle hradu poblíž města, které získal do vlastnictví v roce 1507.
Po studiích v Ingolstadtu, Vídni a Tübingenu vstoupil do služeb císaře Fridricha III. Habsburského a rychle si vydobyl přední pozici. Byl rádcem Fridrichova syna Maxmiliána I. Jeho služby mu v roce 1500 přinesly proboštství v augsburské katedrále a o pět let později pozici biskupa gurkského.
V roce 1510 získal úřad biskupství cartagenské v Murcii. O rok později jej papež Julius II. jmenoval kardinálem. V roce 1514 byl jmenován koadjutorem salcburského knížete-arcibiskupa Leonharda z Keutschachu, kterého v tomto úřadu roku 1519 nahradil. V roce 1535 získal titul kardinála-biskupa suburbikální diecéze Albano.
V období reformace se v salcburské diecézi stal kvůli svému dodržování starší víry, společně se svou arogancí, velice nepopulárním. Už v roce 1523 se zapletl do vážného střetu s poddanými v Salcburku a o dva roky později, během Německé selské války musel opět tvrdě bojovat za svůj majetek. Povstalci obsadili město Hallein, zdevastovali arcibiskupský hrad Hohenwerfen a oblehli Langovo sídlo Hohensalzburg, dokud nebyl dav za pomocí jednotek ze Švábské ligy zpacifikován.
Byl jedním z hlavních ministrů císaře Karla V., hrál důležitou roli v řadě mezinárodních vyjednávání své doby.
Kardinál Matyáš Lang z Wellenburgu zemřel 30. března 1540 v Salcburku.